# Acacia comans
Acacia comans är en ärtväxtart som beskrevs av William Vincent Fitzgerald. Acacia comans ingår i släktet akacior, och familjen ärtväxter. Inga underarter finns listade i Catalogue of Life.